# Bordetella muralis
Bordetella muralis es una especie de  bacteria gramnegativa del género Bordetella. Fue descrita en el año 2015. Su etimología hace referencia a mural. Es aerobia e inmóvil. Tiene un tamaño de 0,6-0,7 μm de ancho por 0,8-0,9 μm de largo. Catalasa y oxidasa positivas. Forma colonias lisas, convexas, enteras, opacas, brillantes y de color amarillo claro en agar NA tras 48 horas de incubación. También crece en MacConkey. Temperatura de crecimiento entre 10-40 °C, óptima de 25-30 °C. Tiene un contenido de G+C de 59,8%. Se ha aislado de un mural en las pinturas de los túmulos de Takamatsuzuka, Japón. 